# ويليام س. باتل
ويليام س. باتل (بالإنجليزية: William C. Battle)‏ هو محامي ودبلوماسي وشخصية أعمال أمريكي، ولد في 9 أكتوبر 1920 في شارلوتسفيل في الولايات المتحدة، وتوفي بنفس المكان في 31 مايو 2008.